# 戈爾茨坦 (澳大利亞國會選區)
戈爾茨坦選區（英語：Division of Goldstein），是澳大利亞維多利亞州的下議院選區，位於該州首府墨爾本以南。面積49平方公里。
選區始於1984年，名字是紀念女性參政權倡導者維達·戈爾茨坦。是自由黨的安全選區。自2025年起當區議員是提姆·威爾遜。